# Saint-Antonin-du-Var
Saint-Antonin-du-Var är en kommun i departementet Var i regionen Provence-Alpes-Côte d'Azur i sydöstra Frankrike. Kommunen ligger i kantonen Cotignac som tillhör arrondissementet Brignoles. År 2022 hade Saint-Antonin-du-Var 808 invånare.

## Befolkningsutveckling
Antalet invånare i kommunen Saint-Antonin-du-Var
| Referens: INSEE |